# Pine64
Pine64 ist eine Organisation, die Single-Board Computer, Notebooks und Smartphones entwickelt, herstellt und verkauft.

## Geschichte
Pine64 war ursprünglich als Pine Microsystems Inc. mit Sitz in Fremont in Kalifornien tätig und wurde von TL Lim, dem Erfinder der PopBox- und Popcorn Hour-Reihe von Mediaplayern gegründet, die unter den Marken Syabas und Cloud Media verkauft wurden.
2015 bot Pine Microsystems sein erstes Produkt an, den Pine A64, einen Einplatinencomputer, der sowohl hinsichtlich der Leistung als auch des Preises mit dem beliebten Raspberry Pi verglichen werden kann. Der A64 wurde erstmals im Dezember 2015 durch eine Crowdfunding-Kampagne von Kickstarter.com finanziert, bei der über 1,7 Millionen US-Dollar gesammelt wurden. Das Kickstarter-Projekt wurde von Verzögerungen und Versandproblemen überschattet. 

Die ursprüngliche Kickstarter-Seite bezog sich auf die Pine64 Inc. mit Sitz in Delaware, aber alle Geräte für die Kickstarter-Kampagne wurden von Pine Microsystems Inc. mit Sitz in Fremont, Kalifornien, hergestellt und verkauft.
Im Januar 2020 wurde Pine Microsystems Inc. aufgelöst, während Pine Store Limited am 5. Dezember 2019 in Hongkong gegründet wurde. Der Shop wird von Pine Store ltd. unter www.pine64.com betrieben, während die Softwareentwicklung unter www.pine64.org gebündelt wird.
Pine64 ist auch für das freie Smartphone PinePhone sowie dessen Nachfolger PinePhone Pro bekannt.